# Police Python 357
Police Python 357 è un film del 1976 diretto da Alain Corneau.
Il titolo si riferisce ad un modello di revolver calibro .357 Magnum, la Colt Python.

## Trama
A Orléans l'ispettore Ferrot e il commissario Ganay hanno una relazione amorosa con la giovane Sylvia Leopardi, che si giostra tra i due in modo che non sappiano uno dell'altro. Poi Ganay comincia a sospettare qualcosa, e quando Sylvia gli confessa di amare un altro, accecato dalla gelosia, la uccide, facendo si che alcuni indizi possano ricondurre all'altro uomo. La moglie di Ganay, ricca e malata, sa della relazione, ma decide di coprire il marito anche dopo che questi le ha confessato l'omicidio.
Ferrot stesso deve indagare sull'omicidio con il giovane collega Ménard, ma è Ganay a scoprire che l'altro uomo era Ferrot, e  quando tenta di eliminarlo è lui a rimanere ucciso in un conflitto a fuoco. In seguito, Ferrot, durante una rapina, salverà la vita a Ménard, che aveva nel frattempo scoperto la verità ma deciderà di non denunciarlo.

## Riconoscimenti
- 1977 - Premio César
  - Miglior montaggio